# World Series of Poker 1982
 (juillet 2025).
La mise en forme du texte ne suit pas les recommandations de Wikipédia : il faut le « wikifier ».
Les points d'amélioration suivants sont les cas les plus fréquents. Le détail des points à revoir est peut-être précisé sur la page de discussion.
- Les titres sont pré-formatés par le logiciel. Ils ne sont ni en capitales, ni en gras.
- Le texte ne doit pas être écrit en capitales (les noms de famille non plus), ni en gras, ni en italique, ni en « petit »…
- Le gras n'est utilisé que pour surligner le titre de l'article dans l'introduction, une seule fois.
- L'italique est rarement utilisé : mots en langue étrangère, titres d'œuvres, noms de bateaux, etc.
- Les citations ne sont pas en italique mais en corps de texte normal. Elles sont entourées par des guillemets français : « et ».
- Les listes à puces sont à éviter, des paragraphes rédigés étant largement préférés. Les tableaux sont à réserver à la présentation de données structurées (résultats, etc.).
- Les appels de note de bas de page (petits chiffres en exposant, introduits par l'outil «  Source ») sont à placer entre la fin de phrase et le point final[comme ça].
- Les liens internes (vers d'autres articles de Wikipédia) sont à choisir avec parcimonie. Créez des liens vers des articles approfondissant le sujet. Les termes génériques sans rapport avec le sujet sont à éviter, ainsi que les répétitions de liens vers un même terme.
- Les liens externes sont à placer uniquement dans une section « Liens externes », à la fin de l'article. Ces liens sont à choisir avec parcimonie suivant les règles définies. Si un lien sert de source à l'article, son insertion dans le texte est à faire par les notes de bas de page.
- La présentation des références doit suivre les conventions bibliographiques. Il est recommandé d'utiliser les modèles {{Ouvrage}}, {{Chapitre}}, {{Article}}, {{Lien web}} et/ou {{Bibliographie}}. Le mode d'édition visuel peut mettre en forme automatiquement les références.
- Insérer une infobox (cadre d'informations à droite) n'est pas obligatoire pour parachever la mise en page.

Pour une aide détaillée, merci de consulter Aide:Wikification.
Si vous pensez que ces points ont été résolus, vous pouvez retirer ce bandeau et améliorer la mise en forme d'un autre article.
Résultats des World Series of Poker 1982.

## Résultats
| Tournoi                      | Vainqueur                   | Prix     | Finaliste       |
| ---------------------------- | --------------------------- | -------- | --------------- |
| $2,500 Ace to Five Draw      | Billy Baxter                | $48,750  | Bobby Baldwin   |
| $10,000 Deuce to Seven Draw  | Billy Baxter                | $95,000  | Lou Axler       |
| $1,000 Seven Card Stud Split | Tom Cress                   | $44,000  | Clark Mantz     |
| $1,000 No Limit Hold'em      | Jim Doman                   | $96,000  | Frank Henderson |
| $500 Ladies' Seven Card Stud | June Field                  | $16,000  | Jackie Jean     |
| $1,000 Seven Card Razz       | Nick Helm                   | $40,000  | Robert Turner   |
| $800 Mixed Doubles           | David Sklansky & Dani Kelly | $8,800   | Unknown         |
| $1,500 No Limit Hold'em      | Ralph Morton                | $123,000 | Joe King        |
| $1,000 No Limit Hold'em      | John Paquette               | $101,000 | Sam Wilson      |
| $5,000 Seven Card Stud       | David "Chip" Reese          | $92,500  | Ken Flaton      |
| $1,000 Ace to Five Draw      | Vera Richmond               | $38,500  | Tim Jewett      |
| $1,000 Draw High             | David Sklansky              | $15,500  | Michael Conti   |
| $1,000 Seven Card Stud       | Don Williams                | $56,000  | Roger Moore     |

## Table Finale du Main Event
| Place | Nom            | Prix     |
| ----- | -------------- | -------- |
| 1er   | Jack Straus    | $520,000 |
| 2e    | Dewey Tomko    | $208,000 |
| 3e    | Berry Johnston | $104,000 |
| 4e    | Doyle Brunson  | $52,000  |
| 5e    | A. J. Myers    | $52,000  |
| 6e    | Dody Roach     | $41,060  |